# 曼弗雷多·菲斯特
曼弗雷多·菲斯特（Manfredo Irmin Fest，1936年5月13日—1999年10月8日）是一位来自巴西失明的巴萨诺瓦和爵士乐钢琴家和键盘手，也是一位樂隊指揮。他出生于巴西南里奥格兰德州的阿雷格里港，在美國佛罗里达州坦帕湾去世，享年63岁。他是作曲家莉莉·菲斯特的丈夫和吉他手菲爾·菲斯特的父亲。

## 生平
曼弗雷多·菲斯特擁有德国血统，其父亲是一位来自德国的音乐会钢琴家，曾在阿雷格里港大学任教。虽然曼弗雷多·菲斯特是一位盲人，但菲斯特学会用盲文阅读音乐。他最初的音乐训练為古典音乐，但在17岁时，他对喬治·舍齡和比爾·艾文斯的爵士乐作品产生兴趣。就讀大学期间，他在巴西圣保罗演奏巴萨诺瓦时获得了稳定的工作。
1961年，他毕业于南里奥格兰德大学的钢琴专业。他还学会弹奏键盘和萨克斯管。1年后，他开始在酒吧、俱乐部和酒馆演奏，展開其音乐生涯。 1963年，他录制了他的第一张LP唱片，名为Bossa nova, nova bossa 。
在1970年代，他前往美国与塞吉歐·門德斯一起工作。他於1978年發行美国首张专辑《Manifestations》（意思為「表現」）。他曾與貝拉佛萊克與佛萊克調調樂團等在內的著名团体合作。
他在美國佛罗里达州坦帕市因肝功能衰竭去世，享年63岁，去世地點离他在棕榈港居住了12年的家不远。